# برنهارد دوسن
برنهارد دوسن (بالإسبانية: Bernhard Dawson)‏ هو عالم فلك أرجنتيني، ولد في 21 سبتمبر 1890 في كانساس سيتي في الولايات المتحدة، وتوفي في 18 يونيو 1960.